# Clemmys guttata
Clemmys guttata је гмизавац из реда Testudines.

## Угроженост
Ова врста се сматра рањивом у погледу угрожености врсте од изумирања.

## Распрострањење
Врста је присутна у следећим државама: Канада и Сједињене Америчке Државе.

## Станиште
Станиште врсте су слатководна подручја.

## Начин живота
Врста Clemmys guttata прави гнезда.